# 郭象
郭象（252年？—312年），字子玄，西晋时期哲学家，玄学（理性新道家学派）人士。
生年不详。早年擔任司徒掾，歷官黃門侍郎、豫州牧長史、太傅主簿。太尉王衍與郭象有交遊，王衍常說：“聽象語，如懸河瀉水，注而不竭。”郭象曾註釋《庄子》一書。他把《庄子》的比喻、隐喻变成推理和论证。郭象本人雖為玄學清談大師，但熱心追求權勢，本傳稱其“任職當權，熏灼內外”。錢穆批評郭象“曲說媚勢”。永嘉六年（312年）病卒。
在郭象以前，早有向秀作《庄子注》，一說郭象剽竊向秀，但向秀的作品早佚，今日已無法確切查證。郭象雖為《莊子》作注，但思維與莊子不同。例如《逍遙遊》篇“堯讓天下於許由”原文是稱美許由隱居不仕，郭象則以為“若謂拱默乎山林之中，而後得稱無為者，此莊老之談所以見棄於當涂者。”《莊子》推崇許由，但郭象卻是稱許堯而貶抑許由。今日學界大都以為郭象是在向秀的基础上“述而广之”，加以发展。例如湯一介認為：“郭象的《莊子注》確實在向秀的《莊子注》基礎上有重要發展，以此說郭注是向注的‘述而廣之’。”也有人說注《莊子》者，郭象以下有數十家，但郭象在某些義理上超越了莊子的範疇。北宋宗杲即稱：“曾见郭象注《庄子》，识者云：却是《庄子》注郭象。”

## 大众文化
郭象在莫斯科国立东方艺术博物馆中所藏的雕像，自90年代起被俄罗斯电视制作公司VID用作标识。

## 延伸阅读
[在维基数据编辑]
 在维基文库阅读此作者作品
 《晉書·卷050》，出自房玄齡《晉書》